# Licnophoridae
 (octobre 2024).
Licnophorida
Ordre
Famille
Les Licnophoridae sont l’unique famille de Ciliés de l’ordre des Licnophorida (classe des Spirotrichea).

## Étymologie
Le nom de la famille vient du genre type Licnophora, dérivé du grec λίκνον / líknon, « berceau, corbeille »,  et φόρων / foron, « porter ».

## Description
Selon Lynn (d), les Licnophoridae ont les caractéristiques de la sous‑classe des Licnophoria, c’est-à-dire : une taille moyenne (80‑200 µm) et une forme de sablier, avec un disque oral proéminent à l'apex et un disque d'attache aboral bien visible au pôle postérieur. Ils peuvent vivre en nage libre, mais sont généralement attachés à un substrat. Leurs cils somatiques sont presque absents, à l'exception des anneaux ciliaires postérieurs encerclant le disque d'attache. Ils ont une zone adorale de polycinéties encerclant la région orale ; une zone parorale composée de cinétosomes disposés en file indienne. Leur stomatogenèse est apocinétique. Leur macronoyau est généralement moniliforme. Ils ont un à plusieurs micronoyau(x). Ils sont l'objet de conjugaison temporaire. Vacuole contractile et cytoprocte sont absents. Ils sont microphages sur des bactéries, des microalgues et peut-être les particules détritiques organiques dérivées des activités alimentaires de leur hôte.

## Habitat
Les Licnophoridae vivent en milieu marin comme « ectocommensaux » sur divers organismes, dont des algues, plusieurs types d’invertébrés (tuniciers, cœlentérés, annélides, mollusques ou holothuries).

## Liste des genres
Selon GBIF (15 octobre 2024) :
- Licmorphora Claparède, 1867
- Licnophora (en) Claparède, 1867 genre type
  - Espèce type : non précisée par l'auteur.
- Prolicnophora Yankovskij, 1978

Selon Lynn (2010)
- Licnophora  Claparède, 1867
- Prolicnophora  Jankowksi, 1978

## Systématique
Le nom valide de ce taxon est Licnophoridae Bütschli, 1887.